# Alepidea pusilla
Alepidea pusilla är en flockblommig växtart som beskrevs av August Henning Weimarck. Alepidea pusilla ingår i släktet Alepidea och familjen flockblommiga växter. Inga underarter finns listade i Catalogue of Life.